# Bradford Interchange

Bradford Interchange ist ein Verkehrsknotenpunkt in Bradford, West Yorkshire, England. Er besteht aus einem Bahnhof und einem Busbahnhof für den Nah- und Fernverkehr. Der Entwurf aus dem Jahr 1962 galt als ein Paradestück europäischer Architektur. 1971 wurde der Komplex eröffnet. Er wird im Busverkehr von den meisten Linien, die das Stadtzentrum von Bradford bedienen, angefahren, ebenso von National Express Coaches, während der Bahnhof (zusammen mit Bradford Forster Square eine der beiden Bahnstationen im Stadtzentrum) hauptsächlich von Northern Rail bedient wird und auch als Endstation für Züge von Grand Central von und nach London King's Cross dient.

## Anlagen

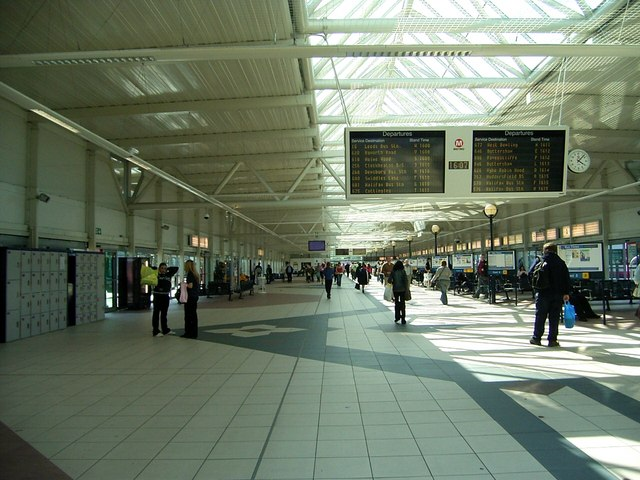
Halle des Busbahnhofs in Bradford Interchange

Der Haupteingang mit Taxistandplatz und Parkplatz befindet sich in der unteren Ebene, während Bahnsteige und Bushaltestellen sich voneinander getrennt und mit separaten Zugängen die obere Ebene teilen. In der Haupthalle im Untergeschoss befinden sich einige Läden, ein Zeitungskiosk und ein Café mit Sandwichverkauf. Auf der Bahnsteigebene befindet sich ein Schnellimbiss, der auch warme Getränke verkauft. Die Toiletten sind von der Haupthalle zugänglich.
In Bradford Interchange befinden sich ein Posten der British Transport Police und ein Fundbüro sowie ein getrenntes Sicherheits- und Fundbüro in der Halle des Busbahnhofs. In allen Teilen von Bradford Interchange ist das Rauchen verboten. CCTV, Sicherheitspersonal und Polizeistreifen dienen der Überwachung der Sicherheit.
Der Bahnhof ist ein Kopfbahnhof. Dies ist der örtlichen Geographie geschuldet. Er hat vier Bahnsteige und eine kurze Laderampe, die früher dem Expressgutverkehr diente. Am Bahnsteig 1 besteht eine Umsetzmöglichkeit für Lokomotiven, die zurzeit (seit 2005) vor allem im Güterverkehr genutzt wird. Gleis- und Signalanlagen wurden während einer einwöchigen Vollsperrung vom 25. Oktober bis zum 3. November 2008 umgebaut, um auf den beiden in die Station führenden Strecken höhere Geschwindigkeiten zulassen zu können und die gleichzeitige Einfahrt von Zügen aus Leeds und Halifax zu ermöglichen, die mit der alten Gleisanordnung nicht möglich war.
Bradford Interchange hat separate Fahrkartenschalter für Bahn und Busse. Der Fahrkartenschalter der Eisenbahn befindet sich in der Nähe des Bahnsteigzugangs. Busfahrkarten werden in der Haupthalle verkauft, wo an einem separaten Schalter Auskünfte zu den Fernbussen von National Express erteilt werden.

## Geschichte

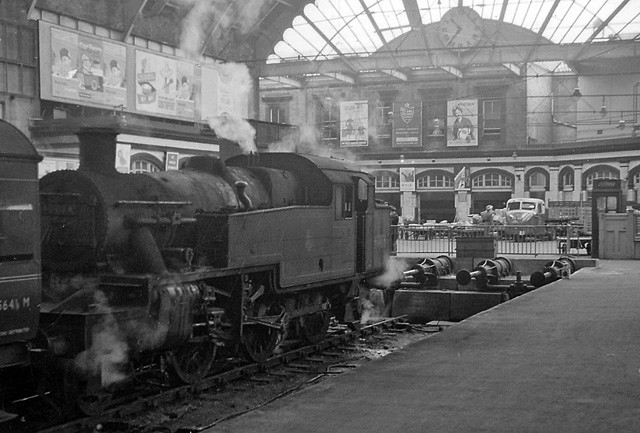
Innenansicht, 1961

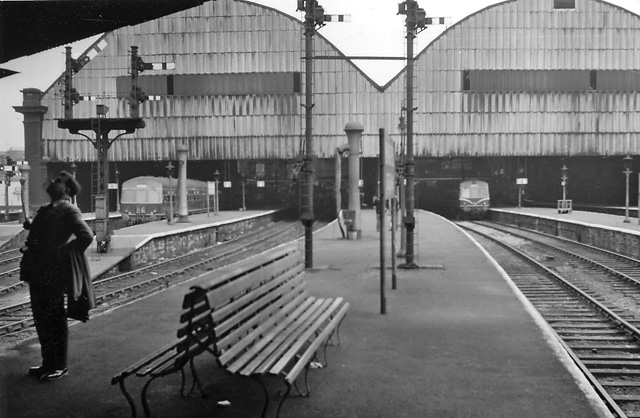
Bahnsteige, 1961

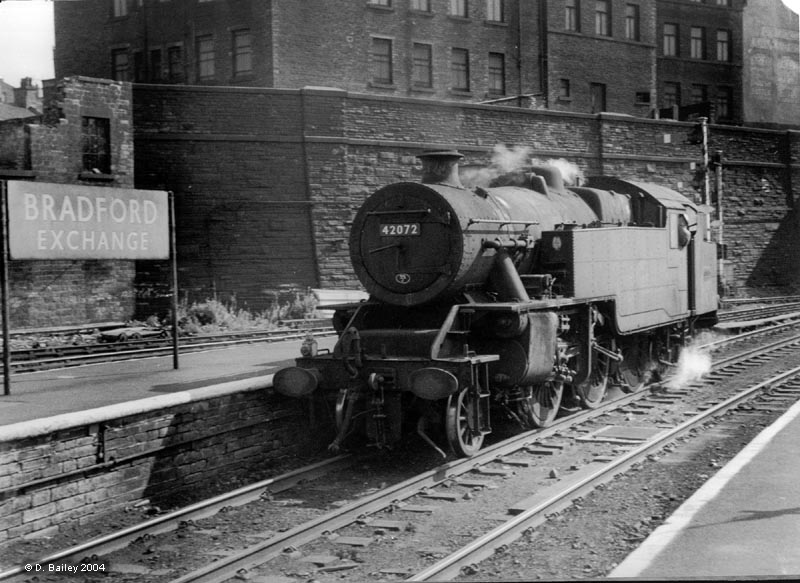
LMS Fairburn 2-6-4T 42072 in Bradford Exchange, um 1966/1967

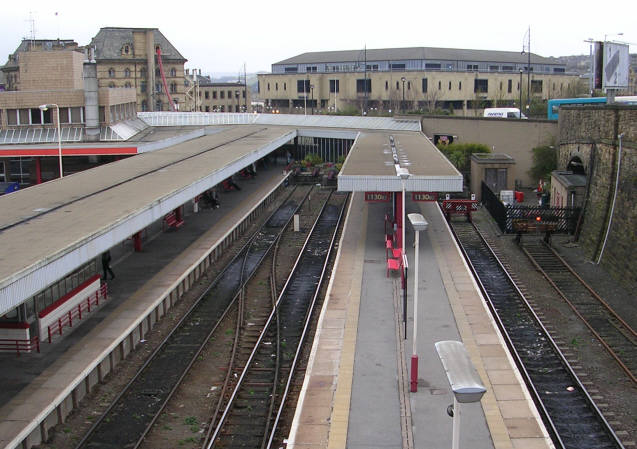
Bradford Interchange, 2007

Die ursprüngliche Bahnstation Bradford Exchange wurde am 9. Mai 1850 gemeinsam von der Lancashire and Yorkshire Railway und der Great Northern Railway eröffnet. 1867 erbaute die Leeds, Bradford and Halifax Junction Railway, die bis dahin den Bahnhof Bradford Adolphus Street nutzte, eine Verbindung nach Bradford Exchange, um diesen Bahnhof gemeinsam mit den beiden anderen Gesellschaften zu nutzen; Adolphus Street Station wurde für den Personenverkehr geschlossen.
1880 wurde der Bahnhof an Ort und Stelle umgebaut und erhielt zehn Bahnsteige und ein zweischiffiges Bogendach mit gusseisernen Bindern, die an den Außenseiten auf schmucklosen Steinwänden, in der Mitte auf korinthischen Säulen ruhten. Der mittlere Teil jedes Dachbogens wurde mit Glas, die inneren Viertel mit Holz, und die äußeren mit Schiefer gedeckt. Die Giebelseiten wurden fächerförmig mit Glas verkleidet und erhielten dekorative hölzerne Einfassungen. Die Bahnsteighalle war 450 Fuß (137 m) lang, jeder Bogen war 100 Fuß (30,5 m) breit und vom Gleis bis zum höchsten Punkt 80 Fuß (24,3 m) hoch. Eine förmliche Gebäudefront gab es nicht, der Eingang für die Reisenden befand sich an der Nordwestseite.
In der Glanzzeit des Bahnhofs in den 1920er Jahren diente er neben den heute betriebenen Strecken auch Verbindungen nach Wakefield Westgate über Ardsley (von den meisten durchgehenden Zügen zwischen Bradford und London King's Cross benutzt), Wakefield Kirkgate über Batley and Ossett, Keighley und Halifax über Queensbury, Mirfield über Cleckheaton (Spen Valley line) und nach Leeds über den Pudsey Loop. Ende 1966 waren diese Strecken eingestellt – die meisten von ihnen waren der Beeching-Axt zum Opfer gefallen.
1973 wurde der Bahnhof mit zehn Bahnsteigen als zu groß befunden und wiederum umgebaut, diesmal wurde er an einen neuen Ort etwas südlich des alten verlegt. Der alte Bahnhof Exchange wurde anschließend abgerissen, sein Gelände diente eine Zeitlang als Parkplatz. Jetzt (2015) befindet sich dort Bradford Crown Court, das Gelände soll als Justice Quarter („Justizviertel“) mit neuem Magistrates' and Coroner’s Court. 1977 wurde neben dem Bahnhof ein Busbahnhof erbaut und 1983 der Komplex, der einen überdachten Übergang zwischen Bus und Bahn gestattet, in Bradford Interchange umbenannt.
In den 1970er und 1980er Jahren diente der Bahnhof dem Fernverkehr: Expressverbindungen nach London King's Cross, Trans-Pennine-Verbindungen nach Liverpool und Newcastle und Verbindungen nach Südwestengland an Samstagen im Sommer. Intercity-Verbindungen wanderten 1992 nach Bradford Forster Square ab, als die dortige Strecke elektrifiziert wurde. Direkt an den Bahnhof anschließend befand sich ein Expressgut-Terminal von Red Star, das aber (wie an den meisten anderen Bahnhöfen) nach der Privatisierung von British Rail in den 1990ern geschlossen wurde.
Das gerippte Dach des Busbahnhofs wurde 1999 im Zuge eines Umbaus abgerissen. 2001 wurde der Busbahnhof wiedereröffnet. Die Umbauten wurden zum Teil durch den Verkauf von Land (teils südlich der Anlage, teils nicht mehr benötigter Grund des alten Busbahnhofs) finanziert.

## Zug- und Busverkehr

### Eisenbahn
Bradford Interchange liegt an der Calder Valley Line und ist eine von zwei Bahnstationen in Bradford. Die andere ist Bradford Forster Square und liegt etwa zehn Gehminuten entfernt.

#### Nahverkehr
Montags bis samstags fahren tagsüber alle 15 Minuten Züge nach Leeds, davon stündlich einer weiter nach York. Einige Züge fahren nach Selby, jedoch wurde der regelmäßige durchgehende Verkehr dorthin mit dem Fahrplanwechsel im Mai 2014 eingestellt. Abends und sonntags fahren drei Züge in der Stunde nach Leeds, davon einer weiter nach York.
In der anderen Richtung verkehrt montags bis samstags alle 15 Minuten ein Zug nach Halifax, davon zwei pro Stunde weiter nach Manchester Victoria (einer mit Halt an allen Stationen bis Todmorden und danach nur in Rochdale, der andere nur mit Halt an einzelnen Stationen), einer nach Blackpool North über Preston und einer nach Huddersfield.
An Sonntagen verkehren drei Züge stündlich nach Halifax, von denen einer nach Manchester Victoria und einer nach Blackpool North durchgebunden ist. Jede zweite Stunde fährt ein Zug über Halifax hinaus nach Huddersfield weiter.

#### Fernverkehr
Seit 2010 bestehen wieder regelmäßige Verbindungen nach London King's Cross über Pontefract und Doncaster. Im Januar 2009 wurde die Bewerbung von Grand Northern (als Grand Central firmierend) für Fahrplantrassen zwischen Bradford Interchange und London vom Office of Rail Regulation akzeptiert. Nach vollständiger Bewilligung fahren vier Züge pro Tag; dazu werden Züge der BR-Klasse 180 eingesetzt, der Verkehr wurde am 23. Mai 2010 aufgenommen.

### Busverkehr
Der Busbahnhof wird von West Yorkshire Metro verwaltet.

#### Nahverkehr
Die wichtigsten Betreiber von Buslinien sind First West Yorkshire, Arriva Yorkshire und Yorkshire Tiger, weitere Verbindungen werden von Geldards Coaches, Transdev in Keighley, Stagecoach Yorkshire und TLC Travel angeboten.
Im Nahverkehr werden Verbindungen nach vielen Richtungen angeboten, darunter Dewsbury, Halifax, Harrogate, Huddersfield, Ilkley, Keighley, Leeds, Otley und Wakefield, sowie innerhalb der City of Bradford, unter anderem nach Shipley. Ein kostenloser Pendelverkehr (FreeCityBus) verbindet Bradford Interchange mit dem Bahnhof Bradford Forster Square, Bradford College und der University of Bradford.

#### Fernbusse
National Express Coaches bedient landesweite Verbindungen. Bharat Coaches bietet Verbindungen nach Derby, Leicester, Slough und Southall an, Megabus nach Burnley, Halifax, Huddersfield, Skipton und East Midlands Parkway railway station (mit Anschluss an Züge nach London St Pancras) als Teil des Megabusplus-Angebots.

## Gegenwärtige Entwicklungen (seit 2000)
An den Gebäuden der Bahnstation wurden seit mehreren Jahren keine signifikanten Änderungen vorgenommen.
Das originale gerippte Glasdach des Busbahnhofs wurde in den 1990er Jahren demontiert. Nach Landverkäufen zugunsten von Bürogebäuden wurde der Busbahnhof 2001 vollständig umgebaut und die Zahl der Bussteige dabei verringert.
West Yorkshire Metro zieht gegenwärtig Verbesserungen an Bus- und Bahnsteigen in Erwägung, die einen verbesserten Zugang zwischen den Einrichtungen und direkten Übergang zwischen Bus- und Bahnsteigen (zur Vermeidung des Umwegs über Treppen und Rolltreppen) beinhalten sollen.
Nach einer bescheidenen Renovierung im Herbst 2008 mit Erneuerung des Anstrichs und der Beschilderung wurden Anfang 2009 die Anzeigetafeln erneuert. Im Januar 2010 installierte Northern Rail neue automatische Bahnsteigsperren.
Im Rahmen des National Station Improvement Plan werden weitere Verbesserungen vorgeschlagen, darunter die Sanierung der Bahnsteigdächer, die Erneuerung der Fußböden, vermehrte Beleuchtung und CCTV, ein neuer Wartesaal und zusätzliche Sitzgelegenheiten.
Im Rahmen des Northern Hub-Plans wurde die Wiederaufnahme von Direktverbindungen nach Crewe und Liverpool Lime Street und die Einführung neuer Verbindungen nach Manchester Airport und Chester angekündigt.

## Vergleich zu anderen Knotenpunkten
Mit der Verbindung des Zugangs zu Bus und Bahn unter einem Dach bietet Bradford Interchange eine Flexibilität im ÖPNV, die in anderen Großstädten Nordenglands wie Manchester and Liverpool nicht gegeben ist. In Leeds wurde versucht, einen kombinierten Zugang zu Bus und Bahn mit einem kleinen Umsteigeterminal Leeds Station Interchange zu schaffen, aber die meisten Busse aus Leeds verkehren weiterhin von verschiedenen Haltestellen im Stadtzentrum. Das beste Beispiel für ein integriertes Verkehrsangebot ist zurzeit Hull Paragon Interchange.

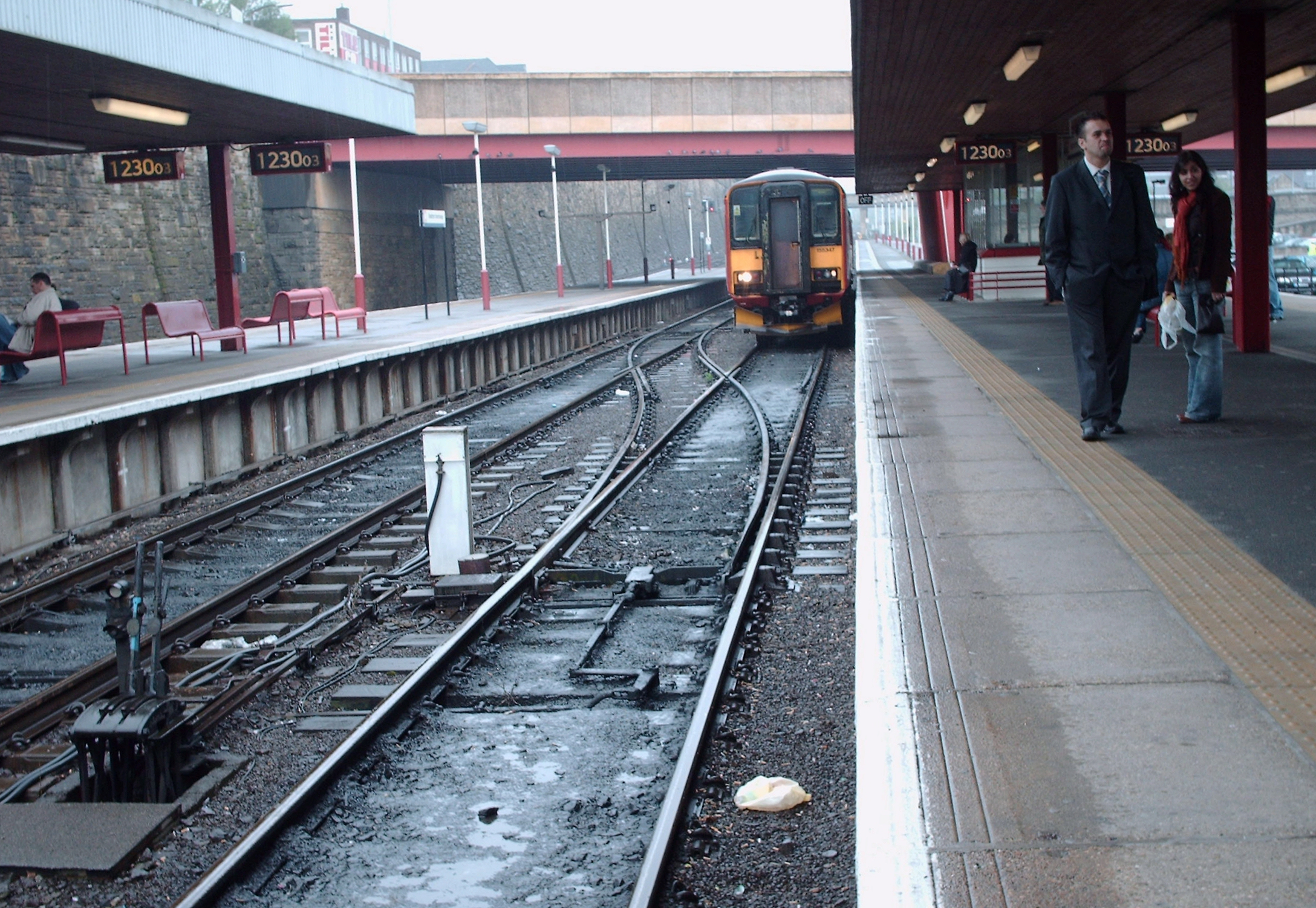
Ankunft in Bradford Interchange, 2006